# Безденежных, Вадим Сергеевич
Вади́м Серге́евич Безде́нежных (1929—1997) — советский и российский ученый, автор 10 изобретений в области экологии и очистки сточных вод. Лауреат Государственной премии СССР (1985).

## Биография
В 1953 голу окончил химический факультет МГУ им. М. В. Ломоносова в 1953 г. В 1955 году приступил к работе в НИИ-1011 (Челябинск-70), проработав там до конца своей жизни.
Один из создателей и руководителей радиохимического отдела ВНИИП.
Награждён медалями.